# Bưu điện chính, Kraków

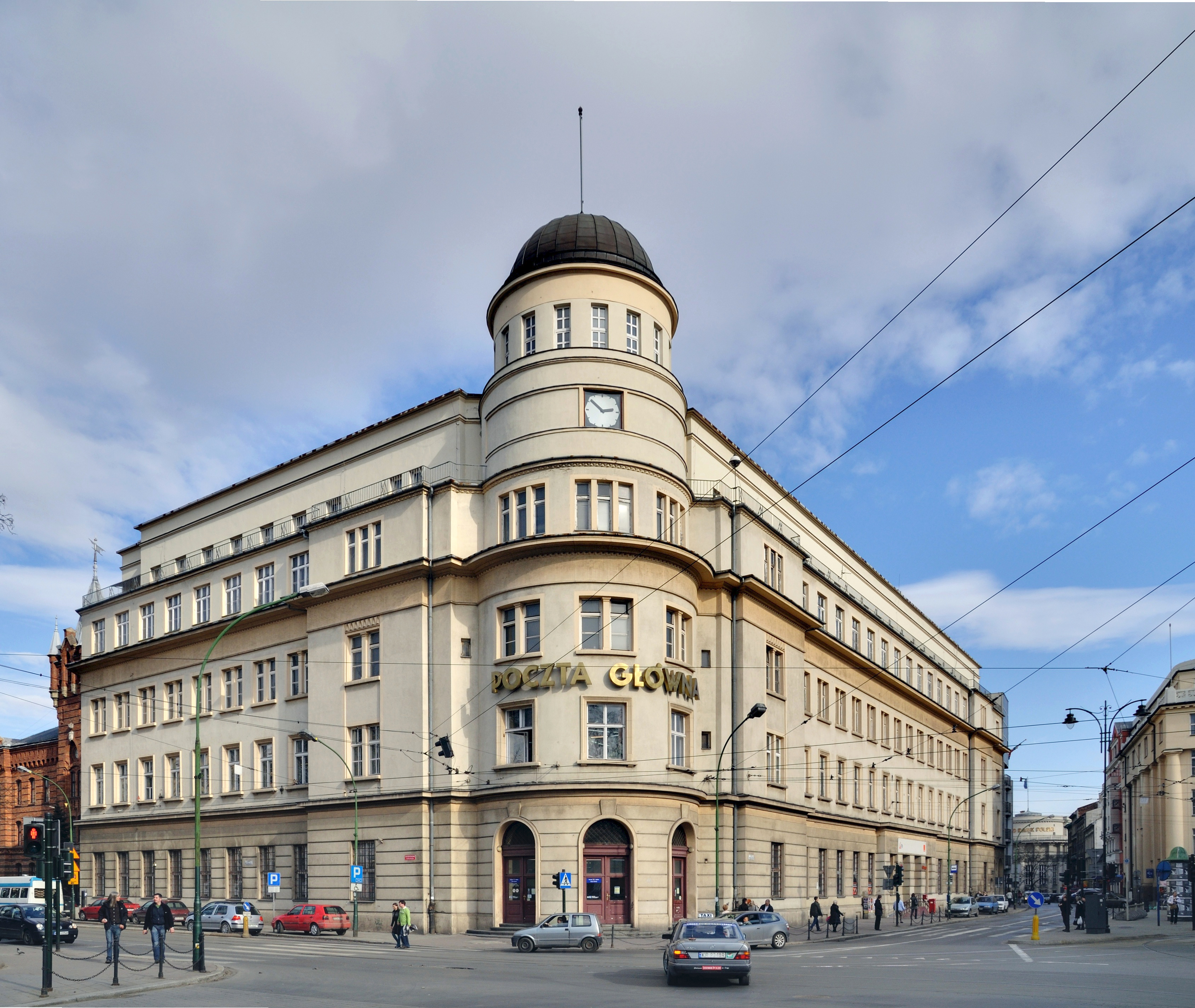
Bưu điện chính ở Krakow

Bưu điện chính ở Kraków (tiếng Ba Lan: Poczta Główna w Krakowie) là một tòa nhà thuộc Bưu điện Ba Lan nằm ở góc của Phố Wielopole 2 và Westerplatte 20 ở Krakow.
Tòa nhà được thiết kế bởi kiến trúc sư người Vienna F. Setz. Joseph Sareg đã điều chỉnh dự án và nó được xây dựng từ năm 1887-1889 bởi Charles Knaus và Tadeusz Stryjeński.
Từ năm 1899, nó là trụ sở của các hoạt động thư từ ở Kraków. Năm 1909, đây là địa điểm của tổng đài điện thoại tự động Ba Lan với dung lượng 3600 số.
Do nhu cầu ngày càng tăng đối với tổng thể văn phòng, từ năm 1930 đến 1931, nó đã được Frederick Tadaniera xây dựng lại. Nội thất và nội thất đã được cập nhật vào năm 1933, tổng đài điện thoại liên tỉnh đã được cài đặt.
Một cuộc tái thiết khác diễn ra trong thời Đức chiếm đóng. Bưu điện Ba Lan mở cửa trở lại vào ngày 22/1/1945.
Sau chiến tranh, bưu điện đã nhiều lần được hiện đại hóa và sửa chữa. Từ năm 1991, nó là trụ sở của Bưu chính và Viễn thông Ba Lan.